# Château de l'Islet
Le château de l'Islet est une demeure, des XVIe – XVIIe siècles, qui se dresse sur le territoire de la commune française de Sainte-Marie-du-Mont, dans le département de la Manche, en région Normandie. L'édifice est partiellement inscrit au titre des monuments historiques.

## Localisation
Le château est situé au bourg, derrière l'église, dans le département français de la Manche. Son emplacement stratégique lui permettait de surveiller le large estuaire que forme la réunion de plusieurs rivières : Douve, Taute, Vire et Aure, et les gués permettant de franchir le Grand et le Petit Vey donnant accès au Cotentin.

## Historique
Un premier château de terre et de bois sur motte est construit au début du Xe siècle par un des compagnons de Rollon, un certain Vieul aux Épaules,. Au XIe siècle, la famille aux Épaules remplace le fortin de bois par un château construit en pierre, ceint de douves.
À l'issue des guerres de Religion, Henri-Robert aux Épaules, rase le château fort et édifie à la place un manoir. Ce Robert, lieutenant général de Normandie et ami d'Henri IV, dernier de sa lignée, meurt en 1607. Une statue orante en marbre, du XVIIe siècle, provenant de sa tombe, le représentant agenouillé, est conservé dans l'église de Sainte-Marie-du-Mont.
Se succédèrent ensuite plusieurs propriétaires et le château est avant la Révolution la possession du prince de Condé. Il servira de prison avant d'être vendu comme bien national et exploité comme carrière de pierre. Le reste des bâtiments abritera ensuite une exploitation agricole.

## Description

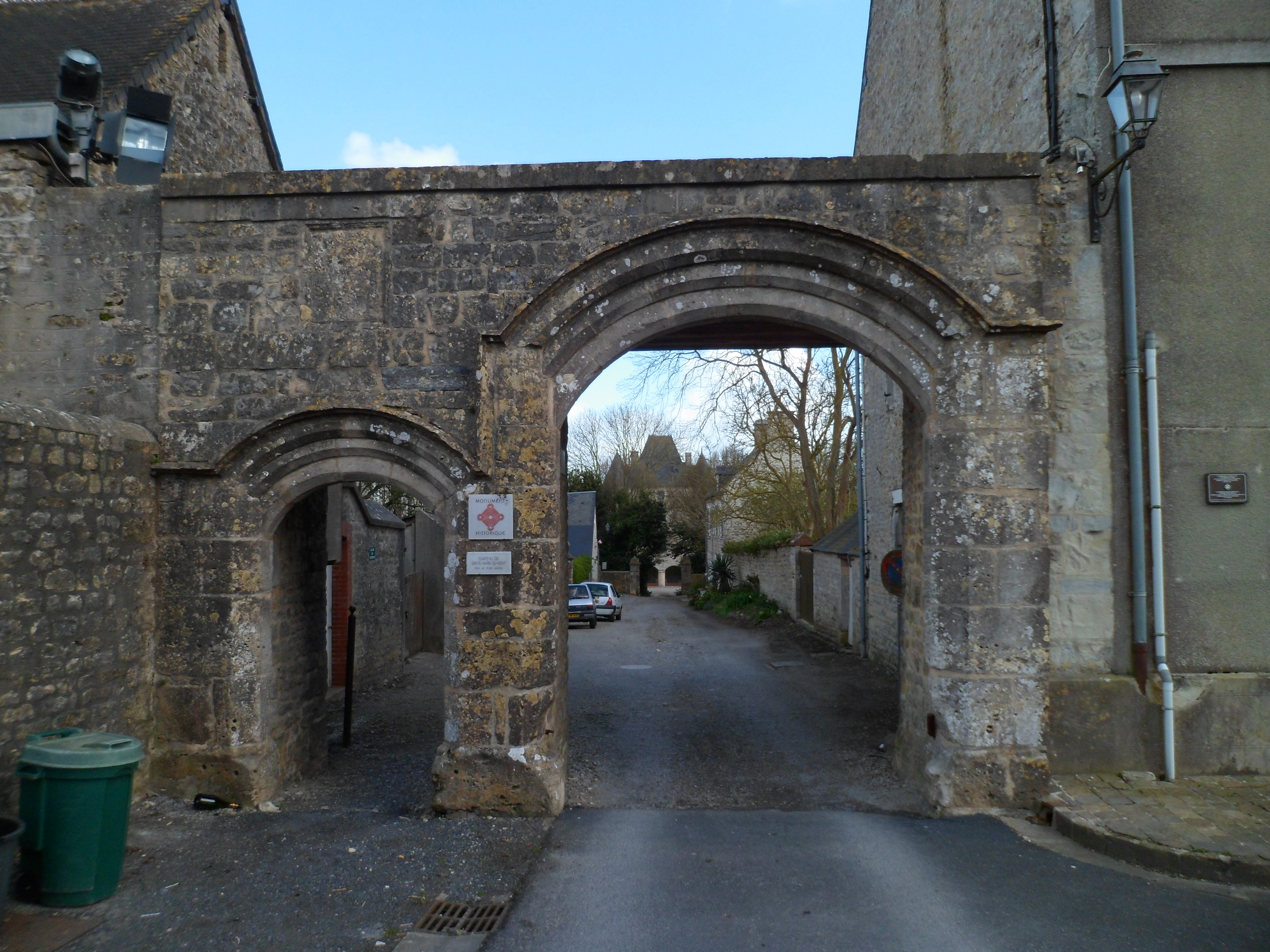
Le porche d'entrée.

On accède à la cour d'honneur par une porte charretière et une porte piétonne à triple voussures du XVIIe siècle. À l'intérieur de la cour se dresse ce qui subsiste du château ; un pavillon central s'éclairant par des fenêtres à meneaux encadré par deux tours rondes.

## Protection
Le porche d'entrée et les façades et toitures du châtelet subsistant avec ses dépendances sont inscrits au titre des monuments historiques par arrêté du 8 février 1984.